# Peirol (troubadour)

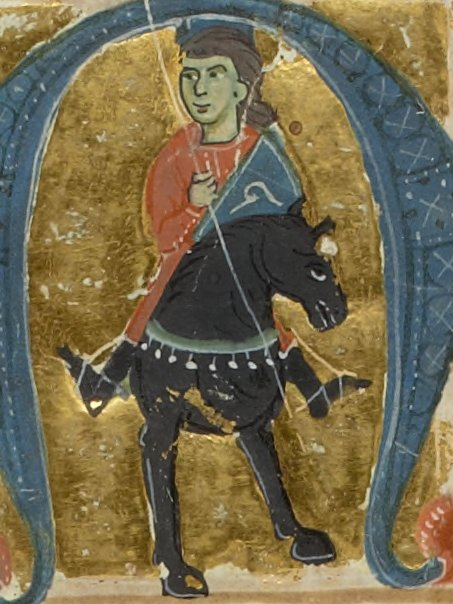
Enluminure représentant Peirol dans un chansonnier médiéval.

Peirol est un troubadour de langue occitane et poète originaire des Combrailles, né à Pérol (commune de Prondines, Puy-de-Dôme) aux alentours de 1160 et mort à Montpellier en 1225. 
Il écrivit en ancien occitan de nombreuses chansons d'amour courtois, les cansos. Certaines de ses mélodies ont survécu jusqu'à nos jours et sont toujours jouées.
On ne sait pas grand-chose de sa vie, et toute tentative d'établir sa biographie à partir d'une lecture de ses poèmes est fermement rejetée par la plus récente étude. 

## Biographie
La naissance de Peirol est généralement estimée vers 1160. Il est peut-être originaire du village de Pérols à Prondines, dans le Puy-de-Dôme, et porte son nom « au pied du » (al pe de) château de Rochefort-Montagne (Rocafort). Un autre candidat pour sa ville natale est Pérol à Riom-es-Montagnes moderne. Sa patrie était donc en la contrada del Dalfin : dans le comté du Dauphin d'Auvergne.
Peirol était à l'origine un chevalier pauvre , décrit comme «courtois et beau» par l'auteur de sa vida (biographie) de la fin du XIIIe siècle . Il a servi à la cour de Dalfi d'Alvernha, mais était amoureux de sa sœur Salh (ou Sail) de Claustra (qui signifie fui du cloître), l'épouse de Béraut III de Mercœur, et a écrit de nombreuses chansons pour cette "domna" (dame). Alors que Dalfi avait amené sa sœur à sa cour pour Peirol et avait aidé Peirol à répondre à ses goûts dans ses compositions, Dalfi a fini par devenir jaloux de l'attention que sa sœur avait accordée à Peirol et, en partie à cause de l'irrégularité, a dû renvoyer Peirol, qui pouvait ne pas se supporter en tant qu'homme d'armes. Son biographe indique, Peirols no se poc mantener per cavallier e venc joglars, and anet per cortz e receup dels barons e draps e deniers e cavals. C'est-à-dire que Peirol, incapable de se maintenir comme chevalier, est devenu jongleur et a voyagé de cour en cour, recevant des barons des vêtements, de l'argent et des chevaux.
Peirol est connu pour avoir été un joueur de vièle et un chanteur d'une référence dans une tornada d'Albertet de Sestaro. Après son retour d'un pèlerinage à Jérusalem dans le courant de 1222 ou après, Peirol est peut-être décédé à Montpellier dans les années 1220.

## Œuvres
- Ab gran joi mou maintas vetz e comenssa
- Atressi co.l signes fai
- Be.m cujava que no chantes oguan
- Ben dei chantar puois amors m'o enseigna
- Car m'era de Joi lunhatz
- Camjat ai mon consirier
- Cora qu'amors vuelha
- Coras que.m fezes doler
- D'eissa la razon qu'ieu suoill
- Del sieu tort farai esmenda
- D'un bon vers vau pensan com lo fezes
- D'un sonet vau pensan
- En joi que.m demora
- Eu non lausarai ja mon chan
- La gran alegransa
- Mainta gens mi malrazona
- M'entencion ai tot' en un vers mesa
- Mout m'entremis de chantar voluntiers
- Nuills hom no s'auci tan gen
- Per dan que d'amor mi veigna
- Pos de mon joi vertadier
- Pos entremes me suy de far chansos
- Ren no val hom joves que no.s perjura
- Si be.m sui loing et entre gent estraigna
- Tot mon engeing e mon saber
- Tug miei cossir son d'amor e de chan

Les tensos :
- Dalfi, sabriatz me vos (avec Dalfi d'Auvernha)
- Gaucelm, diguatz m'al vostre sen (avec Gaucelm Faidit)
- Peirol, com avetz tan estat (avec Bernard de Ventadour)
- Peirol, pois vengutz es vas nos
- Pomairols, dos baros sai (avec Pomairol, Guionet, et Peire)
- Pus flum Jordan ai vist e.l monimen (avec Dieus, Dieu)
- Quant Amors trobet partit (avec Amors, Amour)
- Senher, qual penriaz vos (avec un Senher, un seigneur)

## Discographie
| Poèmes | Enregistré par                                              | Album                                              | Année                          |
| --- | ----------------------------------------------------------- | -------------------------------------------------- | ------------------------------ |
| Ab gran joi mou maintas vetz e comenssa (as Ab joi) | Graziella Benini, Walter Benvenuti                          | Troubadours, Vol. 3 + Courts, Kings, & Troubadours | 1979? (Fiche sur medieval.org) |
| Atressi co•l signes fai | Troubadours Art Ensemble                                    | Trob'art Concept 1, Art Des Troubadours            | 2000                           |
| Atressi co•l signes fai | Mont-Jòia                                                   | Cant E Musica De Provenca                          | 1976                           |
| D'eissa la razon qu'ieu suoill (as D'elsa la razon) | I Ciarlatani                                                | Codex Manesse                                      | 1996 (Fiche sur medieval.org)  |
| D'un sonet vau pensan | Graziella Benini, Walter Benvenuti                          | Troubadours, Vol. 3 + Courts, Kings, & Troubadours | 1979? (Fiche sur medieval.org) |
| Mainta gens mi malrazona (as Mainta jen me mal razona) | C. Carbi, R. Monterosso                                     | Trouvères & Laudes                                 | 1955? (Fiche sur medieval.org) |
| Mainta gens mi malrazona (as Manhta gens mi malrazona) | Gérard Zuchetto, et al.                                     | Terre de Troubadours (Land of Troubadours)         | 1998 (Fiche sur medieval.org)  |
| Mainta gens mi malrazona (as "Manhtas gens") | Troubadours Art Ensemble                                    | Troubadours Art Ensemble - Vol. 2                  | 2001 (Fiche sur medieval.org)  |
| M'entencion ai tot' en un vers mesa (as M'entensio) | Ensemble Jehan de Channey                                   | Trouvères et Troubadours                           | 1994 (Fiche sur medieval.org)  |
| Per dan que d'amor mi veigna (as Per dan) | Graziella Benini, Walter Benvenuti                          | Troubadours, Vol. 3 + Courts, Kings, & Troubadours | 1979? (Fiche sur medieval.org) |
| Per dan que d'amor mi veigna (as "Per dam que d'amor") | Troubadours Art Ensemble                                    | Troubadours Art Ensemble - Vol. 2                  | 2001 (Fiche sur medieval.org)  |
| Quant Amors trobet partit (as Quant Amors trobèt partit) | Clemencic Consort                                           | Troubadours                                        | 1977 (Fiche sur medieval.org)  |
| Quant Amors trobet partit | Graziella Benini, Walter Benvenuti                          | Troubadours, Vol. 3 + Courts, Kings, & Troubadours | 1979? (Fiche sur medieval.org) |
| Quant Amors trobet partit | Estampie                                                    | Crusaders in Nomine Domini                         | 1996 (Fiche sur medieval.org)  |
| Coras que.m fezes dolers Per dan que d'amor mi veigna Atressi co.l signes fai Del sieu tort farai esmenda En joi que.m demora Quant Amors trobet partit Mainta gens mi malrazona Camjat ai mon consirier D'un bon vers vau pensan com lo fezes Tot mon engeing e mon saber Si be.m sui loing et entre gent estraigna Ben dei chantar puois amors m'o enseigna Mout m'entremis de chantar voluntiers M'entencion ai tot' en un vers mesa D'un sonet vau pensan Nuills hom no s'auci tan gen" D'eissa la razon qu'ieu suoill | La Camera delle Lacrime (Bruno Bonhoure et Khaï-dong Luong) | Marseille-Damas-Jérusalem Peirol d'Auvèrnha        | 2009                           |